# Dharamapuram
Dharamapuram es una  ciudad censal situada en el distrito de Kanyakumari en el estado de Tamil Nadu (India). Su población es de 17476 habitantes (2011). Se encuentra a 72 km de Thiruvananthapuram y a 78 km de Tirunelveli. 

## Demografía
Según el censo de 2011 la población de Dharamapuram era de 17476 habitantes, de los cuales 8768 eran hombres y 8708 eran mujeres. Dharamapuram tiene una tasa media de alfabetización del 91,50%, superior a la media estatal del 80,09%: la alfabetización masculina es del 94,08%, y la alfabetización femenina del 88,95%.